# Star City n.º 428
Star City n.º 428 es un municipio rural canadiense situado en la provincia de Saskatchewan.

## Superficie
Star City n.º 428 tiene una superficie de 822,81 km².

## Demografía
En 2021, tenía 811 habitantes, una densidad poblacional de 1 hab./km², y 314 viviendas.